# Țîbuleuca
Ţîbuleuca (in russo Цыбулевка)  è un comune della Moldavia controllato dalla autoproclamata repubblica di Transnistria. È compreso nel Distretto di Dubăsari.